# Sherwood Park (circonscription électorale)
Pour le secteur de services urbains, voir Sherwood Park.
 (décembre 2015).
Si vous disposez d'ouvrages ou d'articles de référence ou si vous connaissez des sites web de qualité traitant du thème abordé ici, merci de compléter l'article en donnant les références utiles à sa vérifiabilité et en les liant à la section « Notes et références ».
Circonscription électorale provinciale du Canada
Sherwood Park est une circonscription électorale provinciale de l'Alberta, (Canada).

## Liste des députés
| Députés de l'Assemblée législative du Parc-Sherwood | Députés de l'Assemblée législative du Parc-Sherwood | Députés de l'Assemblée législative du Parc-Sherwood | Députés de l'Assemblée législative du Parc-Sherwood | Députés de l'Assemblée législative du Parc-Sherwood |
| Législative                                         | Année                                               | Députés                                             | Députés                                             | Parti                                               |
| --------------------------------------------------- | --------------------------------------------------- | --------------------------------------------------- | --------------------------------------------------- | --------------------------------------------------- |
| Voir Parc Edmonton-Sherwood (en) 1979-1986          |                                                     |                                                     |                                                     |                                                     |
| 21e                                                 | 1986-1989                                           |                                                     | Peter Elzinga (en)                                  | Progressiste-Conservateur                           |
| 22nd                                                | 1989-1993                                           |                                                     | Peter Elzinga (en)                                  | Progressiste-Conservateur                           |
| 23rd                                                | 1993-1997                                           |                                                     | Bruce Collingwood (en)                              | Libéral                                             |
| 24e                                                 | 1997-1998                                           |                                                     | Iris Evans (en)                                     | Progressiste-conservateur                           |
| 25e                                                 | 2001-2004                                           |                                                     | Iris Evans (en)                                     | Progressiste-conservateur                           |
| 26e                                                 | 2004-2008                                           |                                                     | Iris Evans (en)                                     | Progressiste-conservateur                           |
| 27e                                                 | 2008-2012                                           |                                                     | Iris Evans (en)                                     | Progressiste-conservateur                           |
| 28e                                                 | 2012–présent                                        | Cathy Olesen (en)                                   |                                                     | Progressiste-conservateur                           |

## Résultats électoraux
| Élection générale albertaine de 2012 | Élection générale albertaine de 2012 | Élection générale albertaine de 2012 | Élection générale albertaine de 2012 |
| Candidat                             | Candidat                             | Parti                                | # de voix                            |
| ------------------------------------ | ------------------------------------ | ------------------------------------ | ------------------------------------ |
|                                      | Cathy Olesen                         | Progressiste-conservateur            | 8,742                                |
|                                      | Garnett Genuis                       | Parti Wildrose                       | 5,957                                |
|                                      | Dave Anderson                        | Libéral                              | 1,835                                |
|                                      | Sarah Michelin                       | NPD                                  | 1,209                                |
|                                      | James Ford                           | Indépendant                          | 1,062                                |
|                                      | Chris Kuchmak                        | Parti de l'Alberta                   | 230                                  |
|                                      | Gordon Barrett                       | Crédit social                        | 137                                  |
| Total                                |                                      |                                      |                                      |